# Ljubljanski kongres
Ljubljanski kongres leta 1821 je bil drugi izmed treh kongresov Svete alianse. Glavno mesto Kranjske je za dobre štiri mesece spremenil v središče evropske politike. Sveta aliansa se je sestala zaradi revolucijskih nemirov, ki so sledili obdobju po Napoleonu. Poleg kronanih glav Evrope in diplomatov so na svoj račun prišli prebivalci Ljubljane. Vrstili so se plesi, gledališke predstave, ognjemeti, mimohodi, s katerimi je zaživela Ljubljana.

## Uradni del kongresa
Od 10. januarja do 22. maja 1821 so v Ljubljani bivali in se sestajali predstavniki Svete alianse. Kongresa so se udeležili ruski car Aleksander I. in ruski prvi minister in državni tajnik Kapodistrias, avstrijski cesar Franc I., neapeljski kralj Ferdinand IV. in modenski vladar Franc IV. Modenski, poleg teh pa še okoli 500 ministrov in predstavnikov Francije, Velike Britanije, Prusije in posameznih italijanskih držav. Idejni vodja in povezovalec kongresa je bil avstrijski kancler, knez Metternich.
Povod za tretji sestanek Svete alianse je bila konstitucionalna revolucija v Neapeljskem kraljestvu junija 1820. Absolutistični voditelji evropskih velesil Rusije, Avstrije in Prusije so se odločili strogo ukrepati proti upornikom. Ponudili so pomoč neapeljskemu kralju Ferdinandu in po mesec in pol trajajočih sestankih (od 12. januarja do 26. februarja) pooblastili avstrijsko vojsko, da obračuna z revolucionarji. Aliansa je dosegla uspeh, saj so bili neapeljski revolucionarji že 20. marca premagani. S tem se je končal prvi del kongresa, drugi del pa je obravnaval novi revoluciji  v Piemontu (in jo tudi vojaško zatrl) ter v Moldaviji in Vlaški proti osmanski nadvladi (ki jo je le idejno obsodil). Javnost je bila o političnem dogajanju obveščana z rednimi objavami v Laibacher Zeitung.
Cilj Svete alianse v Ljubljani je bil dosežen in absolutistična oblast vladarjev ohranjena. Na slavnostni seji 12. maja 1821 so Avstrija, Rusija in Prusija sprejele končno deklaracijo. Francija in Združeno kraljestvo pri sestavi in podpisu deklaracije nista sodelovala, kar kaže na vse večja nesoglasja znotraj Svete alianse. Ideje in ukrepi alianse so bili dolgoročno gledano zgrešeni. Niso upoštevali realne podobe takratne Evrope – prebujanja narodov, ki so se uprli leta 1848 v t. i. pomladi narodov.

## Neuradni del kongresa
Ljubljana je poleg uglednih gostov gostila tudi številne domače in tuje veljake, tem pa so sledili vsi, ki so si obetali raznih koristi. Mesto je poostrilo varnostni nadzor, lotilo pa se je tudi številnih obnovitvenih del. Tlakovanje trgov in ulic, izravnava Kapucinskega trga (danes Kongresnega trga) za mimohodne slovesnosti, urejanje kanalizacije, ureditev razsvetljave, obnova gledališča, plesne dvorane ter razširitev poštnih zmogljivosti so bile naloge, ki so se opravile še pred začetkom kongresa.
Gostje s seboj niso prinesli le politike, temveč so bili tudi radodarni turisti in udeleženci številnih družabnih dogajanj. Vsakodnevno so se vrstile vojaške parade, godbe Filharmoničnega društva, plesi, maškarade, ognjemeti, gledališke in operne predstave v domači in tuji izvedbi, plovbe po Ljubljanici, lovski pohodi in maše. Ljubljana s svojimi 12.000 prebivalci se je za trenutek prepustila blišču Evrope. Spomin nanj pa je ostal še dolgo po kongresu.
Na zbor Svete alianse danes spominjajo Kongresni trg s paviljonom, Cesta dveh cesarjev in gostilna Pri ruskem carju.